# IJke Buisma
IJke Buisma, ook wel Yvonne genoemd, (Aalsmeer, 21 maart 1907 – Amsterdam, 20 maart 1994) was een Nederlandse atlete, die zich had toegelegd op het hoogspringen. Zij werd op dit nummer eenmaal Nederlands kampioene en nam deel aan de Olympische Spelen.

## Loopbaan
Buisma, die lid was van het Aalsmeerse Olympia, maakte deel uit van de Nederlandse afvaardiging naar de Olympische Spelen van 1928 in Amsterdam. Ze kwam er uit op haar favoriete onderdeel hoogspringen. Nadat zij in de kwalificatieronde tot 1,40 m was gekomen, probeerde zij in de finale in het kielzog van haar landgenote Lien Gisolf, die ten slotte de zilveren medaille zou veroveren, mee te strijden om de hoogste eer en trachtte direct over 1,45 te springen. Alle drie haar pogingen mislukten echter. Ze werd hierdoor als 20e en laatste geklasseerd.
De hoogte van 1,45 haalde IJke Buisma wel bij de Nederlandse kampioenschappen van 1930. Ze werd er kampioene mee en wist zodoende de zegereeks van haar rivale Lien Gisolf te doorbreken, die de twee voorafgaande jaren de titel had veroverd en dit het jaar erna opnieuw zou doen.
Haar beste prestatie ooit behaalde Buisma in 1929, toen ze de 1,50 overbrugde. In dat jaar schroefde Lien Gisolf het wereldrecord op tot 1,605.
IJke Buisma trouwde later met Heijnen.

## Nederlandse kampioenschappen
| Onderdeel    | Jaar |
| ------------ | ---- |
| hoogspringen | 1930 |

## Persoonlijk record
| Onderdeel    | Prestatie | Datum            | Plaats |
| ------------ | --------- | ---------------- | ------ |
| hoogspringen | 1,50 m    | 1 september 1929 | Leiden |